# 元巌
元 巌（げん がん、生年不詳 - 593年）は、中国の北周から隋にかけての政治家。字は君山。本貫は河南郡洛陽県。代王拓跋什翼犍（北魏の昭成帝）の子の拓跋力真の六世孫にあたる。

## 経歴
西魏の敷州刺史の元禎の子として生まれた。若いころから高熲や王韶と親しく交際した。北周に仕えて、宣威将軍・武賁給事を初任とした。大冢宰の宇文護に見出されて、中外記室として任用された。内史中大夫に累進し、昌国県伯に封ぜられた。
宣帝が即位すると、暴政を布いたので、京兆郡丞の楽運が朝堂を訪れて、宣帝の8つの失敗について述べた。宣帝は激怒して、楽運を殺そうとした。朝臣たちはみな恐れて、楽運を救おうとする者がなかった。元巌は「楽運は死につながることを承知の上で、身命をかえりみずに上奏し、後世の名声を取ろうとしています。陛下がかれを殺せば、かれの名を成さしめて、その術中に落ちいるだけです。かれを許して、陛下の度量の広いところを見せるしかありません」といって宣帝を説得した。このため楽運は赦免された。後に宣帝が王軌を殺そうとしたとき、元巌は詔に連署しようとしなかった。元巌がしつこく諫めたので、宣帝は「おまえは烏丸軌（王軌）の仲間になりたいのか」と訊ねると、元巌は「臣は烏丸軌（王軌）の仲間ではありません。死刑を濫用して天下の名望を失うことを恐れているのです」と答えた。宣帝は怒って、宦官に元巌の顔を殴らせ、元巌の一家の属籍を廃させた。
580年、楊堅が北周の丞相となると、元巌は開府儀同三司・民部中大夫の位を加えられた。581年、隋が建国されると、兵部尚書に任ぜられ、爵位は平昌郡公に進んだ。元巌は性格が頑固で、実務に識見を持ち、朝議のたびに毅然として正論を述べ、争論を避けようとしなかった。文帝（楊堅）や公卿たちも、みな元巌を恐れはばかった。文帝は、北周の諸侯が弱体だったため滅亡にいたったものと考え、諸子を王として分封して、隋王朝を磐石のものにしようとした。そこで晋王楊広を并州に駐屯させ、蜀王楊秀を益州に駐屯させた。ふたりの王はまだ年齢が幼かったので、忠良で名望のある者に補佐させることとした。ときに元巌と王韶がともに硬骨で名を知られた。このため元巌を益州総管長史に任じて楊秀を補佐させ、王韶を河北道行台右僕射に任じて楊広を補佐させることとした。元巌が益州に着任すると、法令は正しく執行されて、官吏や庶民に賞賛された。蜀王楊秀は奢侈を好み、かつて獠人を捕らえて宦官にしようとしたり、死刑囚を生きたまま解剖しようとしたりした。元巌は楊秀の非行を諫めつづけて、楊秀が謝るまでやめなかったので、楊秀は元巌をはばかって、法令に従うようになった。593年、在官のまま死去した。元巌の死後、楊秀の無法を止めることのできる属僚はおらず、楊秀は罪に落ちることとなった。文帝は「元巌がもしいれば、わが子はこうはならなかったろうに」と言って惜しんだ。
子の元弘が後を嗣ぎ、給事郎・司朝謁者・北平通守を歴任した。

## 伝記資料
- 『隋書』巻六十二 列伝第二十七
- 『北史』巻七十五 列伝第六十三